# Thorsten Müller (Jurist)
Thorsten Müller (* 20. September 1974 in Wolfenbüttel) ist ein deutscher Rechtswissenschaftler. Er forscht und lehrt auf dem Gebiet des Umweltenergierechts.

## Leben
Thorsten Müller absolvierte 1995 das Abitur am Johanneum Lüneburg und studierte nach dem Zivildienst von 1996 bis 2001 an den Universitäten in Würzburg und Salzburg Rechtswissenschaften. Im Anschluss an sein Referendariat von 2001 bis 2003 mit Stationen u. a. an der Deutschen Hochschule für Verwaltungswissenschaften Speyer und beim Bundesministerium für Umwelt, Naturschutz und Reaktorsicherheit (BMU) war Müller zunächst als Projektberater für das BMU tätig und kehrte dann als Wissenschaftlicher Assistent an den Lehrstuhl von Helmuth Schulze-Fielitz für Öffentliches Recht, Umweltrecht und Verwaltungswissenschaften an der Juristischen Fakultät der Julius-Maximilians-Universität Würzburg nach Würzburg zurück. 2022 wurde er an der Leuphana Universität Lüneburg mit einer Arbeit zu den Entwicklungslinien im Erneuerbare-Energien-Recht promoviert.
2007 initiierte Müller die Forschungsstelle Umweltenergierecht an der Julius-Maximilians-Universität Würzburg. Am 1. März 2011 gründete er dann zusammen mit 46 weiteren Stifterinnen und Stiftern die Stiftung Umweltenergierecht, deren wissenschaftlicher Leiter und Vorsitzender er seither ist.
Müller ist verheiratet und hat drei Kinder.

## Forschungs- und Arbeitsschwerpunkte
Schwerpunkte der Forschung von Thorsten Müller sind das europäische und nationale Recht der erneuerbaren Energien, die Anforderungen an Instrumentenverbünde und das Recht der Klimaschutz-Governance. Er lehrt an der Leuphana Universität Lüneburg Umweltenergierecht.
Er ist gemeinsam mit Helmuth Schulze-Fielitz und Sabine Schlacke Herausgeber der Schriften zum Umweltenergierecht und Mitherausgeber verschiedener Sammelbände und Kommentare. Von 2003 bis 2018 war er Mitherausgeber bzw. Mitglied der Redaktion der Zeitschrift für Neues Energierecht (ZNER).
Er wurde mehrfach als Sachverständiger zu parlamentarischen Anhörungen des Bundestages und verschiedener Landtage zu verschiedenen Aspekten der Transformation der Energiewirtschaft geladen. Zudem war er auf Vorschlag des damaligen Bundesministeriums für Umwelt, Naturschutz und Reaktorsicherheit (BMU) von 2013 bis 2017 Vorsitzender der Fachagentur Windenergie an Land.